# Camaraderies
|  | Denne artikel er oprettet af botten Steenthbot ud fra en ekstern database. Den kan derfor have sproglige fejl eller mangler. Denne skabelon kan fjernes efter kontrol af indholdet. |

Camaraderies er en dansk eksperimentalfilm fra 2008 instrueret af Hanne Nielsen og Birgit Johnsen efter deres manuskript.

## Handling
Hvad er lighederne og hvad er forskellene mellem spejdergrupper, indvandrergrupper, småbørnsforældre bevæbnede med terrængående barnevogne, unge i bil med dunkende høj musik, demonstranter, fodboldfans, politi og militær? Hvornår bliver gode kammerater til ekskluderende logedannelser. Og hvad sker der, når sociale handlinger og kompleksitet reduceres til talemåder? 'Camaraderies' viser ikke noget simpelt billede, men demonstrerer gennem sin avancerede, rumlige konstruktion, hvordan virkeligheden selv er komplekst konstrueret.